# Canton de Dozulé
Le canton de Dozulé, appelé de 1801 à 1831 canton de Dives, est une ancienne division administrative française située dans le département du Calvados et la région Basse-Normandie.

## Géographie
Ce canton était organisé autour de la commune de Dozulé. Son altitude varie de 0 m (Dives-sur-Mer) à 153 m (Annebault) pour une altitude moyenne de 66 m.

## Histoire
L'arrêté du 6 brumaire an X (28 octobre 1801) contenant réduction des justices de paix du département du Calvados crée le canton de Dives, section de l'arrondissement de Pont-l'Évêque. Il est alors constitué de trente-deux communes.
Certaines communes disparaissent dans les années 1820. Trousseauville est absorbé en 1826 par Dives-sur-Mer. En 1827, Angoville-la-Séran est rattaché à Cricqueville-en-Auge, Le Caudemuche à Cresseveuille et Saint-Clair-de-Basseneville à Goustranville.
L'ordonnance du 3 décembre 1831 transfert le chef-lieu du canton à Dozulé. En 1872, les communes de Blonville-sur-Mer et Glanville sont incorporées au canton de Pont-l'Évêque. Le décret-loi du 10 septembre 1926 supprime l'arrondissement de Pont-l'Évêque et incorpore les cantons en dépendant à l'arrondissement de Lisieux. En 1949, les deux communes intégrées au canton de Pont-l'Évêque en 1872, ainsi que la commune de Villers-sur-Mer, sont annexées au canton de Trouville-sur-Mer.

## Représentation

### Conseillers d'arrondissement (de 1833 à 1940)
Le canton de Dozulé avait deux conseillers d'arrondissement jusqu'en 1926.
Il faisait partie de l'arrondissement de Pont-l'Évêque jusqu'à sa disparition en 1926.
| Période                                  | Période          | Identité                          | Étiquette | Qualité |
| ---------------------------------------- | ---------------- | --------------------------------- | --------- | --- |
| 1833                                     | 1836             | M. Labbey                         |           | Propriétaire et juge de paix à Dozulé                                                                       |
| 1833                                     | 1836             | Bernardin Philippe Lemonnier      |           | Propriétaire, maire de Vauville                                                                             |
| 1836                                     | 1842             | M. Delaplace                      |           | Propriétaire à Goustranville-Saint-Clair                                                                    |
| 1836                                     | 1877             | Stanislas Léguillon (1801-1886)   |           | Maire de Blonville puis propriétaire à Vauville                                                             |
| 1842                                     | 1848             | M. Londe                          |           | Adjoint au maire de Putot-en-Auge                                                                           |
| 1867                                     | 1875 (décès)     | Désiré Legouez (1825-1875)        |           | Notaire, maire de Dozulé                                                                                    |
| 1875                                     | 1896 (démission) | Xavier Tardif                     |           | Architecte à Dozulé, président du conseil d'arrondissement                                                  |
| 1888                                     | 1909 (décès)     | Alexis Lepecq (1848-1909)         |           | Propriétaire cultivateur, maire de Branville                                                                |
| 1896                                     | 1913             | Comte Raymond Coustant d'Yanville | Libéral   | Maire de Grangues                                                                                           |
| 1910                                     | 1926             | Camille Lepecq (fils d'A.Lepecq)  | URD-RG    | Propriétaire, éleveur, maire de Branville                                                                   |
| 1913                                     | 1919             | Émile Bretocq (1862-1932)         |           | Propriétaire agriculteur, maire de Bourgeauville                                                            |
| 1919                                     | 1940             | Louis Pillu                       | RG        | Adjoint au maire de Houlgate                                                                                |
| 1932                                     | 1940             | Victor Miocque                    | RG        | Propriétaire, maire de Gonneville-sur-Dives                                                                 |
| 1940                                     |                  |                                   |           | Les conseils d'arrondissement ont été suspendus par la loi du 12 octobre 1940 et n'ont jamais été réactivés |
| Les données manquantes sont à compléter. |                  |                                   |           | |

### Conseillers généraux de 1833 à 2015
| Période          | Période          | Identité                                      | Étiquette                | Qualité |
| ---------------- | ---------------- | --------------------------------------------- | ------------------------ | --- |
| 1833             | 1848             | Jean-Baptiste Thil                            | Majorité ministérielle   | Procureur général à Rouen, conseiller à la Cour de cassation, député de Seine-Inférieure (1827-1831), puis du Calvados (1832-1848)                                                       |
| 1848             | 1852             | François Michel Basile Vallée (de Trouville)  |                          | Ancien avoué à Paris, propriétaire à Trouville-sur-Mer |
| 1852             | 1861             | Louis Legrand                                 |                          | Ancien notaire, maire de Dozulé |
| 1861             | 1870             | Comte Louis-Alexandre Foucher de Careil       |                          | Propriétaire à Dives-sur-Mer |
| 1870             | 1872 (démission) | Anatole Flandin                               | Bonapartiste             | Auditeur au Conseil d'État, député (1876-1881), élu en 1872 dans le canton de Pont-l'Évêque                                                                                              |
| 10 novembre 1872 | 1874 (décès)     | Philippe Paris                                |                          | Avocat à Caen, ancien bâtonnier |
| 1874             | 1877 (décès)     | Jean Félix Désiré David                       | Républicain              | Maire de Pont-l'Évêque (1865-1877) |
| 1877             | 1883             | Jean-Baptiste Chevallier                      | Droite                   | Avocat à la Cour d'appel de Paris, maire de Cricqueville |
| 1883             | 1911 (décès)     | Georges Landry                                | Républicain              | Maire d'Houlgate (1880-1911), président du conseil général (1904-1911) |
| 1911             | 1913 (décès)     | Louis Charles Tillaye                         | RG                       | Maire d'Houlgate (1911-1913), sénateur (1895-1913) |
| 1913             | 1919             | Comte Raymond Coustant d'Yanville (1862-1941) | Républicain progressiste | Maire de Grangues, conseiller d'arrondissement |
| 1919             | 1932 (décès)     | Émile Bretocq                                 | RG                       | Agriculteur, maire de Bourgeauville |
| 1932             | 1940             | Camille Lepecq (1879-1954)                    | URD                      | Propriétaire, éleveur, maire de Branville, ancien conseiller d'arrondissement, membre de la Commission administrative départementale (1941-1943), nommé conseiller départemental en 1943 |
|                  |                  |                                               |                          | |
| 1945             | 1959 (décès)     | Jean Heuzey                                   | RGR                      | Agriculteur, maire de Basseneville |
| 7 février 1960   | 1984             | André Lenormand                               | PCF                      | Cheminot, maire de Dives-sur-Mer (1953-1983), député (1946-1958) |
| 1984             | 1998             | Bernard Magne                                 | UDF                      | Retraité des travaux publics |
| 1998             | 2015             | Olivier Colin                                 | DVD                      | Pharmacien, conseiller municipal de Houlgate, ancien président de la CdC de l'Estuaire de la Dives, vice-président du conseil général                                                    |

Le canton participait à l'élection du député de la quatrième circonscription du Calvados.

## Composition

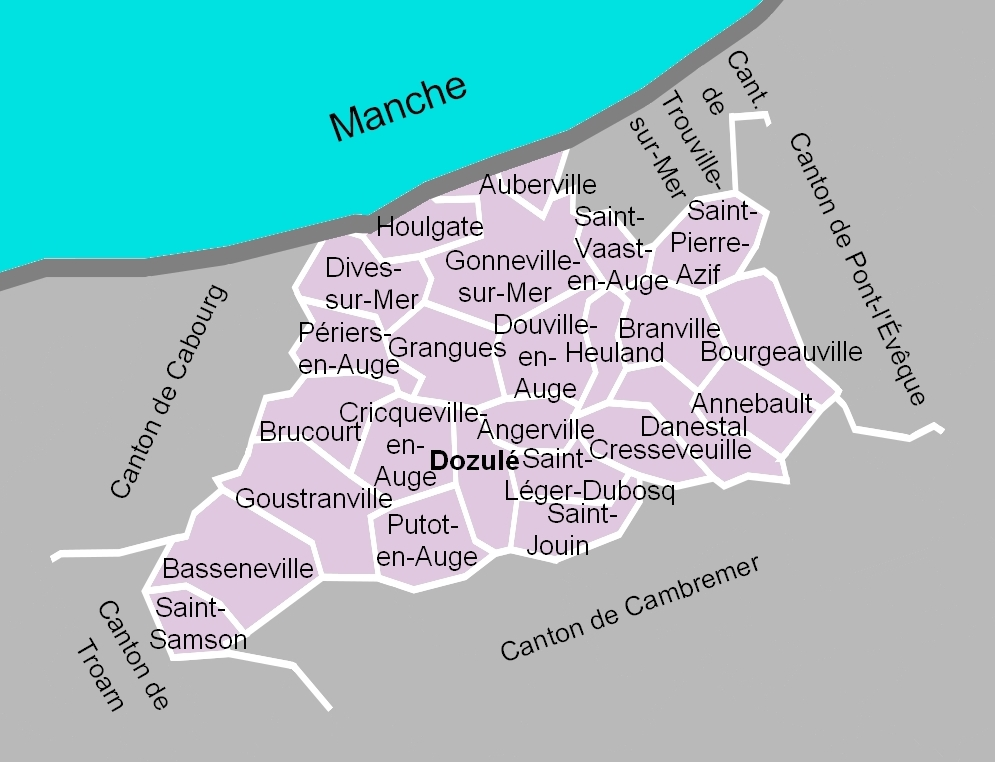
La carte des communes du canton. Les cantons limitrophes étaient ceux de Trouville-sur-Mer, de Pont-l'Évêque, de Cambremer, de Troarn et de Cabourg.

Le canton de Dozulé comptait 15 245 habitants en 2012 (population municipale) et regroupait vingt-cinq communes :
- Angerville ;
- Annebault ;
- Auberville ;
- Basseneville ;
- Bourgeauville ;
- Branville ;
- Brucourt ;
- Cresseveuille ;
- Cricqueville-en-Auge ;
- Danestal ;
- Dives-sur-Mer ;
- Douville-en-Auge ;
- Dozulé ;
- Gonneville-sur-Mer ;
- Goustranville ;
- Grangues ;
- Heuland ;
- Houlgate ;
- Périers-en-Auge ;
- Putot-en-Auge ;
- Saint-Jouin ;
- Saint-Léger-Dubosq ;
- Saint-Pierre-Azif ;
- Saint-Samson ;
- Saint-Vaast-en-Auge.

À la suite du redécoupage des cantons pour 2015, les communes, à l'exception de Saint-Pierre-Azif et Saint-Samson, sont rattachées au canton de Cabourg. Saint-Pierre-Azif est intégré au canton de Pont-l'Évêque et Saint-Samson au canton de Troarn.

### Anciennes communes
Les anciennes communes suivantes étaient incluses dans le canton de Dozulé (voir historique ci-dessus) :
- Trousseauville, absorbée en 1826 par Dives-sur-Mer.
- Le Caudemuche, absorbée en 1827 par Cresseveuille.
- Angoville-la-Séran, absorbée en 1827 par Cricqueville-en-Auge.
- Saint-Clair-de-Basseneville, absorbée en 1827 par Goustranville.

## Démographie
| 1962   | 1968   | 1975   | 1982   | 1990   | 1999   | 2006   | 2011   | 2012   |
| ------ | ------ | ------ | ------ | ------ | ------ | ------ | ------ | ------ |
| 12 631 | 12 523 | 12 166 | 12 251 | 12 637 | 13 877 | 14 679 | 15 334 | 15 245 |